# قوى الأمن الداخلي في شمال وشرق سوريا
قوى الأمن الداخلي شمال وشرق سوريا بالكردية "Hêzên Ewlekariya Hundirîn a Bakur û Rojhilatê Sûriyê"وتعرف محلياً بـ"آساييش/Asayîş"، هي قوى الأمن الداخلي للإدارة الذاتية الديمقراطية لإقليم شمال وشرق سوريا وتتبع إدارياً لهيئة الداخلية، يعود تاريخ تأسيسها لسنة 2012 وتُعتبر بمثابة شرطة مجتمعية مهمتها حفظ الأمن والسلام في إقليم شمال وشرق سوريا، تنتشر مراكزها داخل التجمعات المدنية. 
يقدر تعدادها حوالي 30.000 عنصر، كما لديها أقسام عديدة منها قسم العمليات والجريمة المنظمة والأمن العام وقسم شرطة النجدة وشرطة المرور وقسم مكافحة الإرهاب المتمثل بـقوة مكافحة الإرهاب H.A.T . 
خاضت هذه القوات معارك عديدة ضد النظام السوري في مدينتي الحسكة والقامشلي سيطرت من خلالها على مساحات شاسعة من المدينتين كانت آخرها في شهر نيسان من عام 2021 ضد ميليشا الدفاع الوطني التابعة للحكومة السورية في مدينة القامشلي انتهت بسيطرة الآساييش على حي طي.
كما شاركت إلى جانب قوات سوريا الديمقراطية بمعاركها ضد تنظيم الدولة الإسلامية (داعش).
الموقع الرسمي:https://asayish.org/ 